# Атанасий Пароски
Атанасий Пароски (на гръцки: Αθανάσιος ὁ Πάριος) е гръцки просветител, богослов, участник в движението на коливадите, почитан като светец от Православната църква. Паметта му се тачи на 24 юни.

## Биография
Атанасий е роден в 1721 или 1722 година на остров Парос. Основно образование получава в родното си място, а след това учи в Смирна, в евангелическото училище. След 6 години в Смирна Атанасий постъпва в Атонската академия. В 1757 – 1758 година е ръкоположен за дякон.
В периода 1758 – 1762 година Атанасий е директор на гръцкото училище в Солун, където негов ученик е Атанасий Солунски. От 1771 до 1777 година Атанасий Пароски оглавява Атонската академия. В същия период е ръкоположен за свещеник и взема активно участие в движението на коливадите, заради което е гонен и изгонен от Света гора. Запазено е и писмо от Атанасий Пароски до ардамерския епископ Дионисий, който го обвинява за водач на светогорските бунтовници.
Атанасий се завръща в Солун, където преподава до 1786 година. В 1781 година му е върнат свещеническият сан. След това оглавява философското училище на остров Хиос, където умира на 24 юни 1813 година. Под негово ръководство школата достига разцвета си. Атанасий Пароски превежда на новогръцки Пространното житие на Свети Климент Охридски, издадено в 1774 година.
Атанасий Пароски е автор на около 60 съчинения с учебен, агиографски, литературен, догматико-канонически и апологетически характер, а също ака на проповеди, писма, епиграми, учебници по граматика, риторика и други.